# EHC Red Bull München

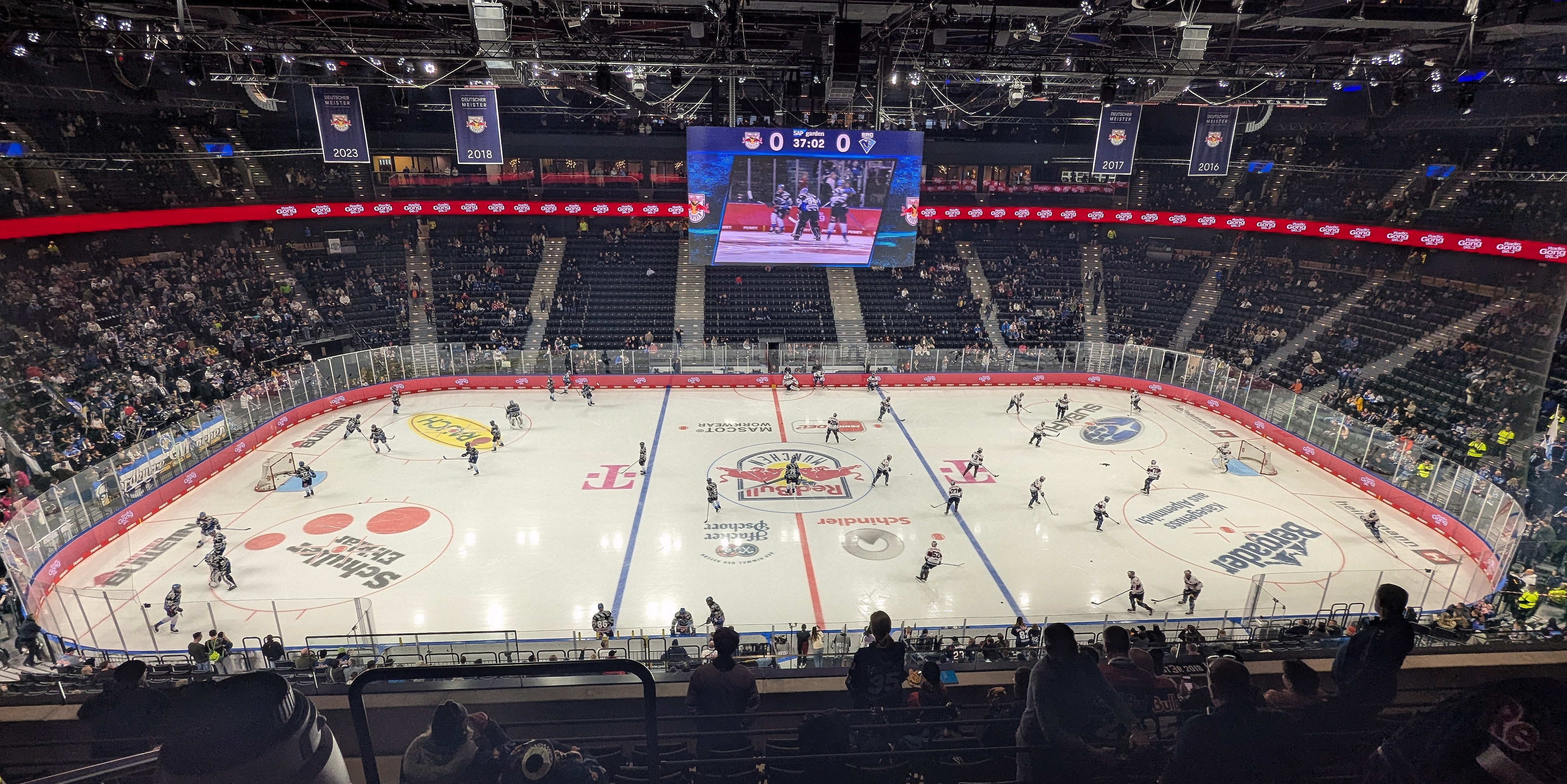
Der SAP Garden am 8. Dezember 2024 mit Eisfläche beim DEL-Spiel EHC Red Bull München gegen den ERC Ingolstadt

Der EHC Red Bull München (vormals EHC München, HC München 98) ist ein am 19. Januar 1998 gegründeter Eishockeyclub aus München. Im Mai 2004 wurde die erste Herrenmannschaft des EHC München in die EHC München Spielbetriebs GmbH ausgelagert. Sie spielt seit der Saison 2010/11 in der Deutschen Eishockey Liga. Nach der Saison 2011/12 wurde sie in EHC Red Bull München und ihre GmbH in EHC Red Bull München GmbH umbenannt. In der Saison 2015/16 gewann das Team erstmals die deutsche Meisterschaft, die es 2016/17, 2017/18 und 2022/23 erneut erringen konnte. Ihre Heimspiele trägt die Mannschaft im SAP Garden des Münchner Olympiaparks aus.
Das erfolgreichste Jahr vor der DEL-Zugehörigkeit war die Saison 2009/10, in welcher das Team sowohl den DEB-Pokal als auch die Meisterschaft in der 2. Eishockey-Bundesliga gewann und in die DEL aufstieg. Weitere Erfolge waren die Vizemeisterschaft in der Saison 2008/09 und der Aufstieg in die 2. Bundesliga in der Spielzeit 2004/05. Die offiziellen Clubfarben waren weiß und blau, seit 1. Mai 2013 sind sie weiß, blau und rot.

## Geschichte

### Von der Gründung zum Aufstieg in die Bayernliga (1998–2000)
Am 19. Januar 1998 gründeten ehemalige DEL-Spieler den EHC München unter dem Namen Eishockeyclub HC 98. Ursprünglich suchten Franz Jüttner, Patrick Lange, Sebastian Schwele, Moritz Geiselbrechtinger, Leos Andrysek, Maximilian Schindler nach der Möglichkeit, in München Eiszeit zu mieten, um nach ihrem Karriereende weiterhin ihrem Sport nachzugehen. Mit Unterstützung von Angela Pertschy wurde dann eine erste Mannschaft zum Spielbetrieb angemeldet. Der gewählte Name HC 98 und das dazugehörige Wappen entstand unter Zusammenarbeit der Gründungsmitglieder und war eine Mischung aus einer Anlehnung an den EHC 70 München und der Idee, sich am Schweizer Eishockey zu orientieren, indem sich die Verantwortlichen für ein einfaches HC im Namen entschieden, welches beispielsweise der HC Davos im Namen trägt.
| Saison  | Liga | Klasse | Hauptrunde | Endrunde   |
| ------- | ---- | ------ | ---------- | ---------- |
| 1998/99 | BBZL | V I I  | 1. Platz   | 1. Platz ↑ |
| 1999/00 | BLL  | V I    | 2. Platz   | 2. Platz ↑ |

↑ in der Aufstiegsrunde der Bezirksliga/Landesliga
Sein erstes Pflichtspiel absolvierte der HC 98 am 25. Oktober 1998 gegen die zweite Mannschaft des ESC Dorfen, welches der HC mit 12:0 gewann. Im weiteren Saisonverlauf beendeten die Münchner die Vorrunde der Bezirksliga mit 24:0 Punkten und 159:22 Toren auf dem ersten Tabellenplatz, wobei das Spiel gegen den EC Geisenhausen mit 27:1 endete und damit den höchsten Sieg der Vereinsgeschichte bedeutete.
In der Meisterrunde erspielte sich der HC 98 im Hinspiel gegen den SV Apfeldorf das erste Unentschieden der Vereinsgeschichte, setzte sich im Rückspiel durch und zog somit ins Finale um die Bayerische Bezirksligameisterschaft ein, die der Verein gegen den EV Pfronten 1b gewann. Durch die gewonnene Meisterschaft qualifizierte sich der HC 98 für die Landesliga.
Die Landesliga-Saison 1999/00 begann für den HC 98 mit zwei Siegen, bevor der Aufsteiger am 7. November 1999 erstmals in der Vereinsgeschichte ein Pflichtspiel verlor, als der ESV Gebensbach 3:5 gegen die Mannschaft des HC 98 gewann. Der Rest der Vorrunde wurde erfolgreich gestaltet, so dass die Mannschaft am Ende der Hauptrunde den zweiten Tabellenplatz hinter dem EHC Waldkraiburg belegte. In der anschließenden Aufstiegsrunde ließ die Münchner Mannschaft den ERC Sonthofen am Ende aufgrund des direkten Vergleichs hinter sich und stieg somit in die Bayernliga auf.

### Etablierung in der Bayernliga und die Umbenennung (2000–2003)
| Saison  | Liga   | Klasse | Hauptrunde | Play-offs  |
| ------- | ------ | ------ | ---------- | ---------- |
| 2000/01 | BYL    | V      | 5. Platz   | 2. Platz ↓ |
| 2001/02 | BYL    | V      | 5. Platz   | 1. Platz ↓ |
| 2002/03 | RL-BYL | I V    | 2. Platz   | Meister    |

↓ in der Abstiegsrunde der Bayernliga
Zur ersten Bayernliga-Saison 2000/01 ließ die Stadt München das Prinzregentenstadion komplett sanieren. Da das Olympia-Eissportzentrum nicht finanzierbar war, wurden sämtliche Heimspiele im Grafinger Eisstadion, der Heimspielstätte des EHC Klostersee, ausgetragen.
Die Vorrunde schloss der EHC München hinter dem ERC Sonthofen auf dem fünften Tabellenplatz ab, womit die Qualifikation für die Meisterrunde knapp verpasst wurde. In der anschließenden Abstiegsrunde verlor der Eishockeyverein lediglich gegen den EV Pfronten und platzierte sich auf dem zweiten Rang, der zugleich den Klassenerhalt bedeutete. Auch in der Saison 2001/02 sah sich der Verein gezwungen auf das Grafinger Eisstadion auszuweichen. Durch die Verlagerung der Heimspiele nach Grafing sank der Zuschauerschnitt und die zweite Bayernliga-Saison wurde dank Darlehen privater Gönner und der Vorstandschaft zu Ende gespielt.
Sportlich wurde das Erreichen der Meisterrunde als Ziel ausgegeben, das nach einem Saisonstart mit zwei Siegen in den ersten acht Partien nicht erreicht wurde. In der Vorrunde gewann der HC 98 lediglich zwei Heimspiele. Im Gegensatz dazu gewann die Mannschaft in der Abstiegsrunde alle sieben Heimspiele und verhinderte somit den Abstieg.

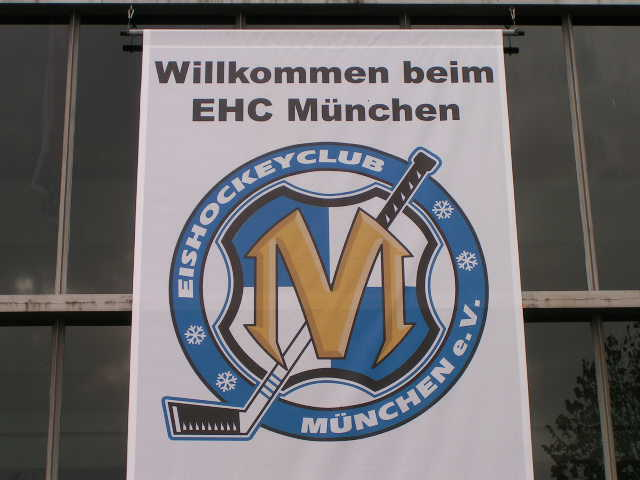
Von 2002 bis 2024 trug der EHC seine Heimspiele im Olympia-Eissportzentrum aus.

Nachdem die München Barons mitsamt ihrer DEL-Lizenz 2002 nach Hamburg umgezogen waren, stand der HC 98 vor einem Umbruch und Neuanfang. Der HC München 98 wurde in EHC München umbenannt und es wurde erstmals in der Vereinsgeschichte ein Verwaltungsbeirat eingestellt, der den Vorstand in finanziellen Fragen unterstützen sollte. Außerdem wurden die Spiele nun im Olympia-Eissportzentrum ausgetragen. Es wurde beschlossen, ebenfalls ein neues Logo zu kreieren, dieses Logo sollte eine Verbindung der vergangenen Münchner Vereine darstellen, und so wurde der Rand des Logos mit den Schneeflocken und der Schrift an den EC Hedos angelehnt, der mittlere Teil des Logos entsprang dem Logo der Barons. Sportlich lief es in dieser Saison besser als in den Vorjahren und der Eishockeyclub München beendete die Vorrunde hinter dem ESV Königsbrunn als Zweiter. In der Zwischenrunde trafen die Bayern auf die vier bestplatzierten Mannschaften der Ostgruppe der Bayernliga. Die Play-offs erreichte der EHC nach mehreren Siegen zum Ende dieser Runde.
In der ersten Runde der Play-offs setzte sich der EHC München gegen den EHC Waldkraiburg durch, bevor im Halbfinale die Starbulls Rosenheim als Gegner feststanden, die ebenfalls besiegt wurden. Durch den Sieg im Finale gegen den EV Landsberg 2000 in einer Best-of-three-Serie gelang der Mannschaft beim dritten Versuch der Aufstieg in die Oberliga. Um ein professionelleres Umfeld für die Oberliga zu ermöglichen, trat der komplette Vorstand des EHC München nach der Saison zurück. Der neue Vorstand bestand nun aus Jürgen Bochanski, Dr. Theo Wagner und Herbert Aidelsburger.

### Zwischenstopp in der Oberliga (2003–2005)
| Saison  | Liga | Klasse | Hauptrunde | Play-offs  |
| ------- | ---- | ------ | ---------- | ---------- |
| 2003/04 | OL   | I I I  | 4. Platz   | Halbfinale |
| 2004/05 | OL   | I I I  | 1. Platz   | Finale     |

Das erste Spiel, welches der EHC München in der Saison 2003/04 bestritt, wurde im Grafinger Eisstadion gegen den EHC Klostersee ausgetragen. Nach der Vorrunde der Oberliga Südwest stand der EHC München hinter den Moskitos Essen auf dem zweiten Platz.
In der Meisterrunde, in der die fünf bestplatzierten Mannschaften der zwei Oberligagruppen in einer Einfachrunde mit Hin- und Rückspiel die acht Play-off-Plätze ausspielten, wurde durch das Erreichen des vierten Tabellenplatzes das Heimrecht im Play-off-Viertelfinale gesichert. Dort traf der EHC München auf die Dresdner Eislöwen, die der Club aus München mit 2:1-Siegen bezwang und in die nächste Play-off-Runde einzog. Im Halbfinale verlor der EHC München mit zwei Niederlagen gegen den Zweitligaabsteiger REV Bremerhaven. Das Erreichen des Halbfinales war der bis dahin größte Erfolg in der Vereinsgeschichte, der außerdem die Teilnahme am Deutschen Eishockey-Pokal ermöglichte.
Durch den Rückzug der EC Bad Nauheim Spielbetriebs GmbH aus der 2. Bundesliga wäre der EHC München erster Nachrücker in die 2. Bundesliga gewesen, worauf der Verein mit Rücksicht auf die schwierige Vergangenheit des Münchner Eishockeys verzichtete und somit den Lausitzer Füchsen den nachträglichen Aufstieg ermöglichte.
Im Mai 2004 wurde die Profimannschaft des EHC München in die neu gegründete EHC München Spielbetriebs GmbH ausgelagert. Beim ersten Auftritt der Vereinsgeschichte im DEB-Pokal verloren die Münchner in der ersten Runde gegen den späteren Deutschen Meister Eisbären Berlin mit 1:2. In der Oberliga lief es sportlich erfolgreicher, sodass sich die Mannschaft nach der Vorrunde der zweigeteilten Oberliga hinter den aus der 2. Bundesliga abgestiegenen Heilbronner Falken auf dem zweiten Rang platzierte.
Nachdem der Trainer Georg Kink noch vor dem ersten Spiel der Hauptrunde entlassen und gegen Gary Prior ausgetauscht wurde, beendete der Verein die Hauptrunde als Gruppenerster. Im Viertelfinale setzte sich die Mannschaft des EHC München in drei Spielen gegen die Starbulls Rosenheim durch und traf im Halbfinale auf die Blue Lions Leipzig, gegen die der EHC ebenfalls gewann.
Da bei den Blue Lions Leipzig kurz vor dem Beginn der Serie für die MECS GmbH ein Insolvenzantrag gestellt wurde, der zum Insolvenzverfahren führte, verkam die komplette Serie zu einer Art Farce. Da ein in Insolvenz stehender Verein beziehungsweise Spielbetriebs-GmbH eine Liga zurückgestuft worden wäre, stand damit der EHC München vor Beginn der Halbfinal-Serie als Aufsteiger fest. Im Finale traf die Mannschaft auf die Dresdner Eislöwen, die ebenfalls nach ihrem Halbfinalsieg gegen die Hannover Indians als Aufsteiger in die 2. Bundesliga feststanden. Letzten Endes gewannen die Eislöwen das Finale im entscheidenden Penaltyschiessen.

### Neue Heimat 2. Bundesliga (2005–2010)
| Saison  | Liga  | Hauptrunde | Play-offs   |
| ------- | ----- | ---------- | ----------- |
| 2005/06 | 2. BL | 11. Platz  | 9. Platz ↓  |
| 2006/07 | 2. BL | 6. Platz   | Halbfinale  |
| 2007/08 | 2. BL | 9. Platz   | –           |
| 2008/09 | 2. BL | 3. Platz   | Vizemeister |
| 2009/10 | 2. BL | 2. Platz   | Meister     |

↓ in der Abstiegsrunde der 2. Bundesliga
Da der Aufstieg in die 2. Bundesliga unter Gary Prior gelang, wurde sein auslaufender Vertrag bis zum Ende der Saison 2005/06 verlängert. Als Ziel für die erste Spielzeit in der zweithöchsten deutschen Spielklasse wurde der Klassenerhalt ausgegeben. Während die Mannschaft im DEB-Pokal nach Siegen gegen die Kölner Haie und die Hamburg Freezers das Viertelfinale erreichte und gegen den späteren DEB-Pokalsieger und Vize-Meister DEG Metro Stars ausschied, belegten die Münchner in der Liga den elften Platz. In der Abstiegsrunde traf der EHC München auf die Moskitos Essen, die Tölzer Löwen, den ESV Kaufbeuren, die Lausitzer Füchse sowie auf die Wölfe Freiburg und hielt schließlich die Klasse. Der Klassenerhalt wurde mit einem 0:4-Sieg beim EC Bad Tölz zwei Spieltage vor Ende gesichert und der EHC München schloss die Saison 2005/06 als Tabellenneunter und somit als „Abstiegsrundenmeister“ ab.
Nachdem der Klassenerhalt in der ersten Bundesligasaison das ausgegebene Ziel war, sollte in der zweiten Spielzeit in der zweithöchsten deutschen Eishockeyliga erstmals die Play-offs erreicht werden. Um dies zu erreichen, wurden die Kontingentstellen neu besetzt und einige deutsche Spieler verpflichtet. Auf eine erfolgreiche Vorbereitung folgte im DEB-Pokal eine klare Niederlage gegen den späteren DEL-Vizemeister Nürnberg Ice Tigers. In der 2. Bundesliga erreichte der EHC München erneut einen Platz im unteren Tabellendrittel, weshalb anschließend Trainer Gary Prior zurücktrat.
Als Nachfolger wurde Pat Cortina vorgestellt, unter dessen Leitung der EHC München im November und Dezember bis auf den dritten Tabellenplatz vorrückte. Trotz dieser Erfolge geriet das Erreichen der Playoffs gegen Ende der Saison noch einmal in Gefahr, als es aufgrund einiger Niederlagen am vorletzten Spieltag zum entscheidenden Spiel gegen die Eisbären Regensburg kam. Durch einen Sieg rangierte der EHC auf dem sechsten Tabellenplatz, womit er im Play-off-Viertelfinale auf den REV Bremerhaven traf, der nach sechs Spielen bezwungen wurde. Im Play-off-Halbfinale schieden die Bayern gegen die Kassel Huskies aus.

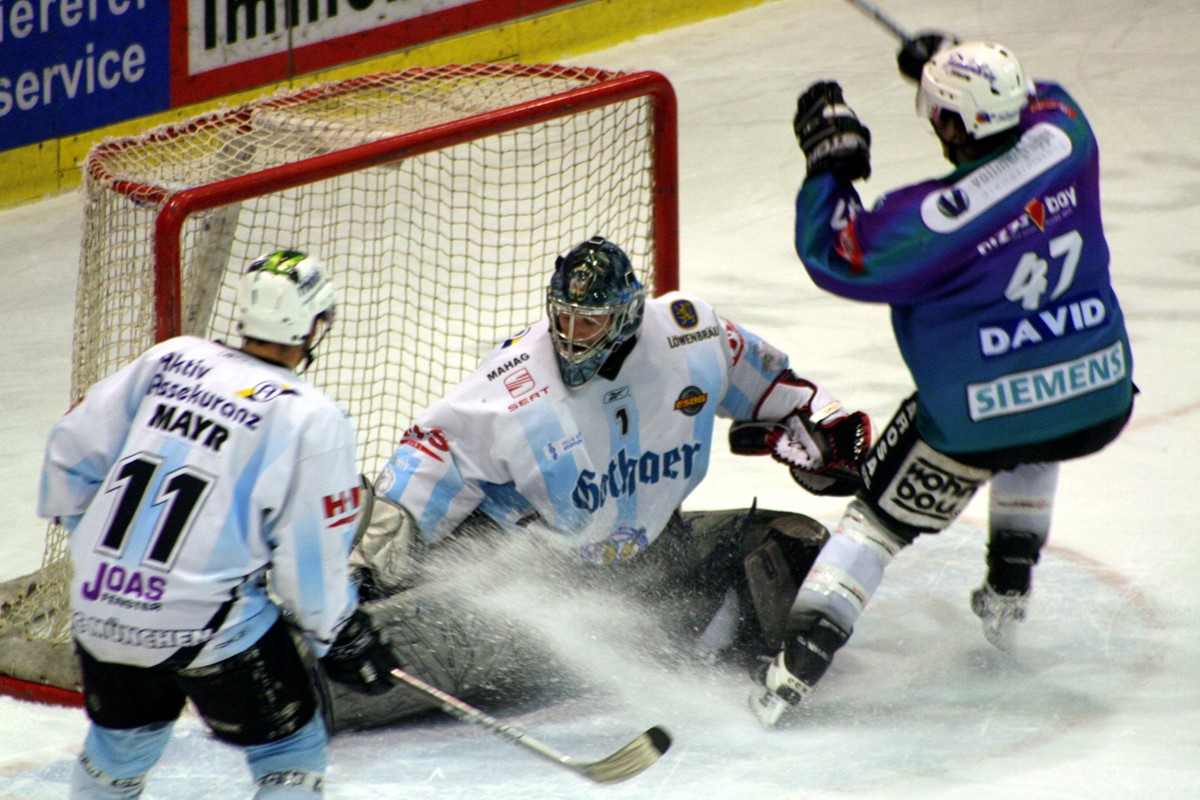
Leonhard Wild war zwischen 2005 und 2008 einer der Torwarte des EHC München

Gegen Ende der Spielzeit 2006/07 war zeitweise die Fortsetzung des Spielbetriebs in der 2. Bundesliga gefährdet, als im März 2007 die Kündigung des Vertrags durch den Hauptsponsor auf einer Pressekonferenz bestätigt wurde. Rechtzeitig vor der Einreichung des ersten Teils der Lizenzunterlagen wurde am 11. April 2007 bekanntgegeben, dass die Rücknahme der Kündigung zwischen der Spielbetriebs GmbH und dem Hauptsponsor vereinbart und der Vertrag bis zum Ende der Saison 2007/08 verlängert wurde. Dagegen sprangen während der Zusammenstellung des zweiten Teils der Unterlagen weitere Sponsoren ab, sodass die Spiellizenz 2007/08 erneut gefährdet war und allen Spielern am 25. April 2007 die Freistellung mitgeteilt wurde. Am Montag, dem 21. Mai 2007 gab das Management bekannt, dass die Lizenz für die Saison 2007/08 beantragt wurde und damit zugleich der Spielbetrieb fortgesetzt wird.
Nach einer Niederlagenserie sowie durch vereinsschädigendes Verhalten in der Öffentlichkeit, wurde Bernhard Englbrecht am 9. Oktober 2007 von seiner Funktion als Trainer freigestellt und durch den US-Amerikaner Doug Bradley ersetzt. Am 21. Januar 2008 wurde aber auch er von seinem Amt als Trainer freigestellt, nachdem die Mannschaft unter seiner Leitung nicht überzeugte. Als Nachfolger wurde der Italo-Kanadier Pat Cortina vorgestellt. Der EHC München platzierte sich letzten Endes auf dem neunten Rang, der sich damit sportlich für die Spielzeit 2008/09 qualifizierte. Das Saisonziel wurde dennoch verpasst. Im DEB-Pokal schied die Mannschaft in der zweiten Runde gegen die Augsburger Panther aus.
Nach einem dritten Platz in der Vorrunde der Saison 2008/09 zogen die Münchner in den anschließenden Play-offs bis in das Finale ein, in dem die Bietigheim Steelers mit 3:1 Siegen die Oberhand behielten. Trotz der Finalniederlage war der zweite Rang in der 2. Bundesliga einer der größten Erfolge in der Vereinsgeschichte. In der Saison 2009/10 drang der EHC erneut bis ins Finale vor. In diesem wurden die SERC Wild Wings mit 3:0 (6:4, 5:2, 3:1) besiegt und die Meisterschaft in der 2. Liga gewonnen. Somit stand der EHC in der Saison 2009/10 als sportlicher Aufsteiger in die DEL fest.
Aufgrund lückenhafter Bewerbungsunterlagen und der nicht fristgerecht hinterlegten Sicherheitsleistung wurde dem EHC am 15. Mai 2010 der Abschluss eines Lizenzvertrages mit der DEL verwehrt. Erst nachdem auf Vorschlag des DEL-Schiedsgerichts das Lizenzprüfungsverfahren wieder aufgenommen worden war, erhielt der EHC München am 2. Juli 2010 die Spielberechtigung für die DEL-Saison 2010/11. Acht Jahre nach den München Barons ging wieder eine Münchner Mannschaft in der höchsten deutschen Spielklasse an den Start.

### Aufbruch in die DEL (2010–2012)
| Saison  | Liga | Hauptrunde | Play-offs    |
| ------- | ---- | ---------- | ------------ |
| 2010/11 | DEL  | 8. Platz   | Pre-Playoffs |
| 2011/12 | DEL  | 11. Platz  | –            |

Die erste DEL-Saison für den EHC München startete am 3. September 2010 mit einem Auswärtsspiel gegen Adler Mannheim. Dieses Spiel wurde in der mit 9280 Zuschauern gefüllten SAP Arena, mit 4:3 nach Verlängerung, verloren. Das erste Tor für den EHC München erzielte Stéphane Julien im ersten Drittel, die weiteren Treffer wurden von Brandon Dietrich und Dylan Gyori erzielt.
Im Laufe der Saison gelang es dem EHC die Leistungen der ersten Spiele weiter zu stabilisieren und seinen Anhängern auch weiterhin gute und überzeugende Spiele zu bieten. Zwischenzeitlich errang die Mannschaft trotz einer Verletztenmisere zweimal die Tabellenspitze. Mit dem Einzug in die Pre-Playoffs, in welchen der EHC mit 2:0 den Kölner Haie unterlag, wurde das selbstgesteckte Ziel sich in der Liga zuerst einmal „zurechtzufinden“, mehr als erfüllt.
Vor der Saison 2011/2012 verstärkte sich der Eishockeyclub mit namhaften Neuzugängen wie Nationaltorhüter Jochen Reimer, Jason Ulmer oder Klaus Kathan. Der Vertrag von Jochen Vollmer wurde nicht verlängert, woraufhin dieser seinen Wechsel zu den Eispiraten Crimmitschau bekannt gab. Am Ende der Saison 2011/12 wurde der EHC München mit der Robert Müller Fair Play Trophy ausgezeichnet, welche an die fairste Mannschaft einer DEL-Saison geht. Am 7. Mai 2012 erklärte der EHC München die Verhandlungen mit der Stadt München über eine mögliche Sponsoringunterstützung für gescheitert. Die Gesellschafter des EHC München sahen daher keine Zukunft mehr für den Eishockey-Standort München, sondern gingen von einem Umzug oder einem Eigentümerwechsel aus.

### Übernahme durch Red Bull und vier deutsche Meisterschaften (seit 2012)
| Saison  | Liga | Hauptrunde | Play-offs     |
| ------- | ---- | ---------- | ------------- |
| 2012/13 | DEL  | 12         | –             |
| 2013/14 | DEL  | 7          | Pre-Playoffs  |
| 2014/15 | DEL  | 2          | Viertelfinale |
| 2015/16 | DEL  | 1          | Meister       |
| 2016/17 | DEL  | 1          | Meister       |
| 2017/18 | DEL  | 1          | Meister       |
| 2018/19 | DEL  | 2          | Vizemeister   |
| 2019/20 | DEL  | 1.         | –             |
| 2020/21 | DEL  | 2. Süd     | Viertelfinale |
| 2021/22 | DEL  | 2.         | Vizemeister   |
| 2022/23 | DEL  | 1.         | Meister       |
| 2023/24 | DEL  | 5.         | Halbfinale    |
| 2024/25 | DEL  | 5.         | Viertelfinale |

Am 20. Mai 2012 gab der EHC München die Kooperation mit dem österreichischen Getränkehersteller Red Bull als Haupt- und Namenssponsor bekannt. Während des mehrmonatigen Lockouts in der NHL-Saison 2012/13 traten Paul Stastny und Blake Wheeler als Gastspieler auf.
Der österreichische Namenssponsor kündigte im März 2013 an, die EHC München Spielbetriebs GmbH vom bisherigen Inhaber Michael Philipps übernehmen zu wollen. Zum 1. Mai 2013 gingen alle Gesellschafteranteile an die Red Bull GmbH über und der Name der Spielbetriebs-GmbH wurde in EHC Red Bull München GmbH geändert. Sportlicher Leiter blieb Christian Winkler, Claus Gröbner musste den Club verlassen, die Geschäftsleitung teilen sich René Dimter, Rudolf Theierl und Christian Winkler.
Die Hauptrunde der ersten Saison nach der Übernahme durch Red Bull beendeten die Münchner auf dem 7. Tabellenplatz, der zur Teilnahme an den Pre-Playoffs berechtigte. Dort musste man sich den Iserlohn Roosters geschlagen geben und verpasste damit den erstmaligen Einzug in die Playoffs.

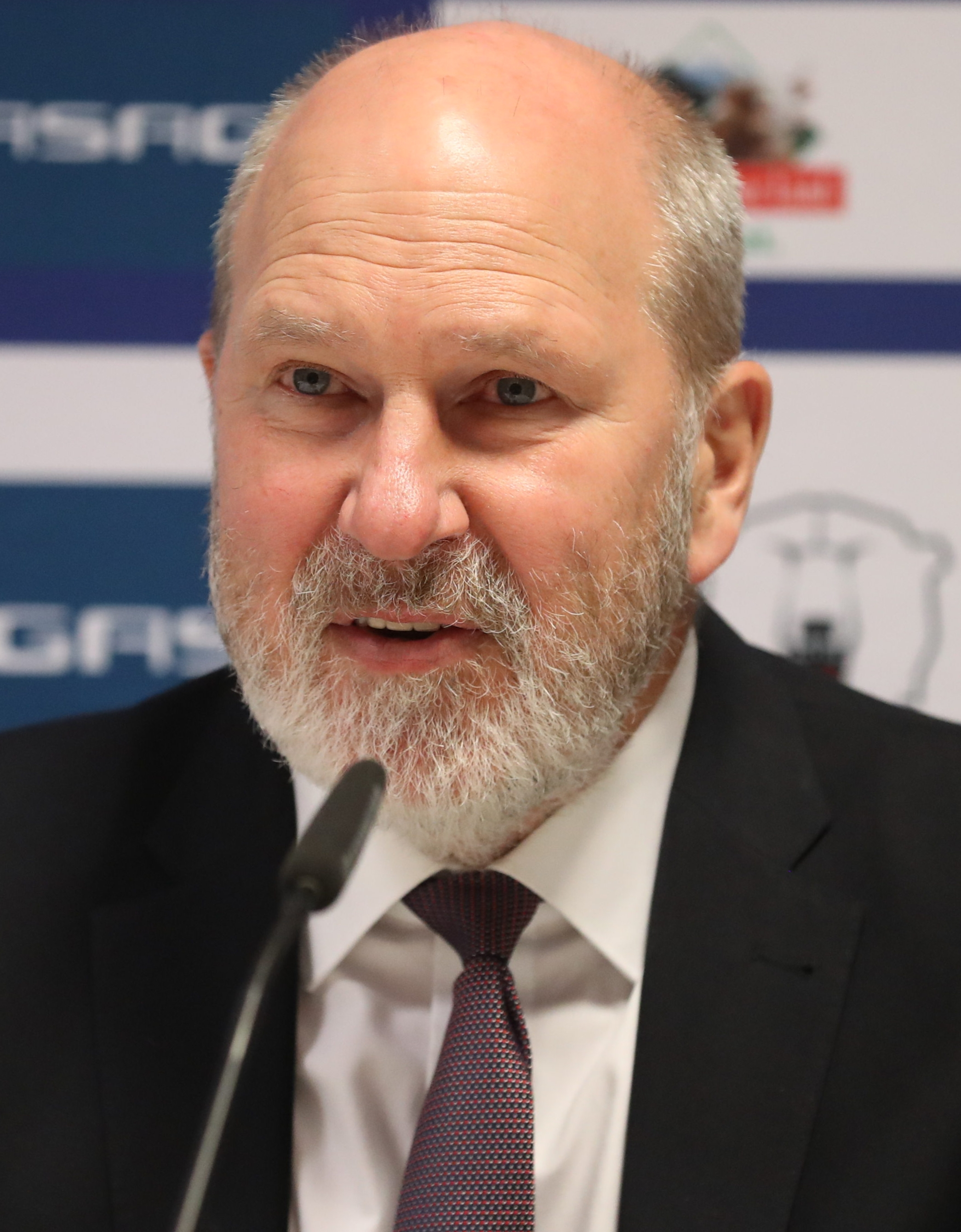
Unter Don Jackson gewann München zwischen 2016 und 2023 vier Deutsche Meistertitel.

In der Saison 2014/15 erreichten die Münchner durch einen zweiten Platz in der Hauptrunde zum ersten Mal überhaupt das Viertelfinale der Playoffs, welches jedoch gegen die Grizzly Adams Wolfsburg mit 0:4 deutlich verloren ging.
In der Saison 2015/16 gewann der EHC zum ersten Mal in seiner Vereinsgeschichte die Meisterschaft in der höchsten deutschen Spielklasse. Nachdem die Mannschaft die Hauptsaison als Erster abgeschlossen hatte, trafen sie im Viertelfinale auf die Straubing Tigers, welche die Münchner in 5 Spielen mit 4:1 besiegten. In der nächsten Runde warteten die Kölner Haie, die ebenfalls mit 4:1 bezwungen wurden. Da die Grizzlys Wolfsburg ebenfalls das Finale erreichten, war eine Revanche für das Ausscheiden im Vorjahr möglich. Die Münchner entschieden das Finale mit 4:0 Siegen für sich und sicherten sich somit die erste Meisterschaft der Vereinsgeschichte.

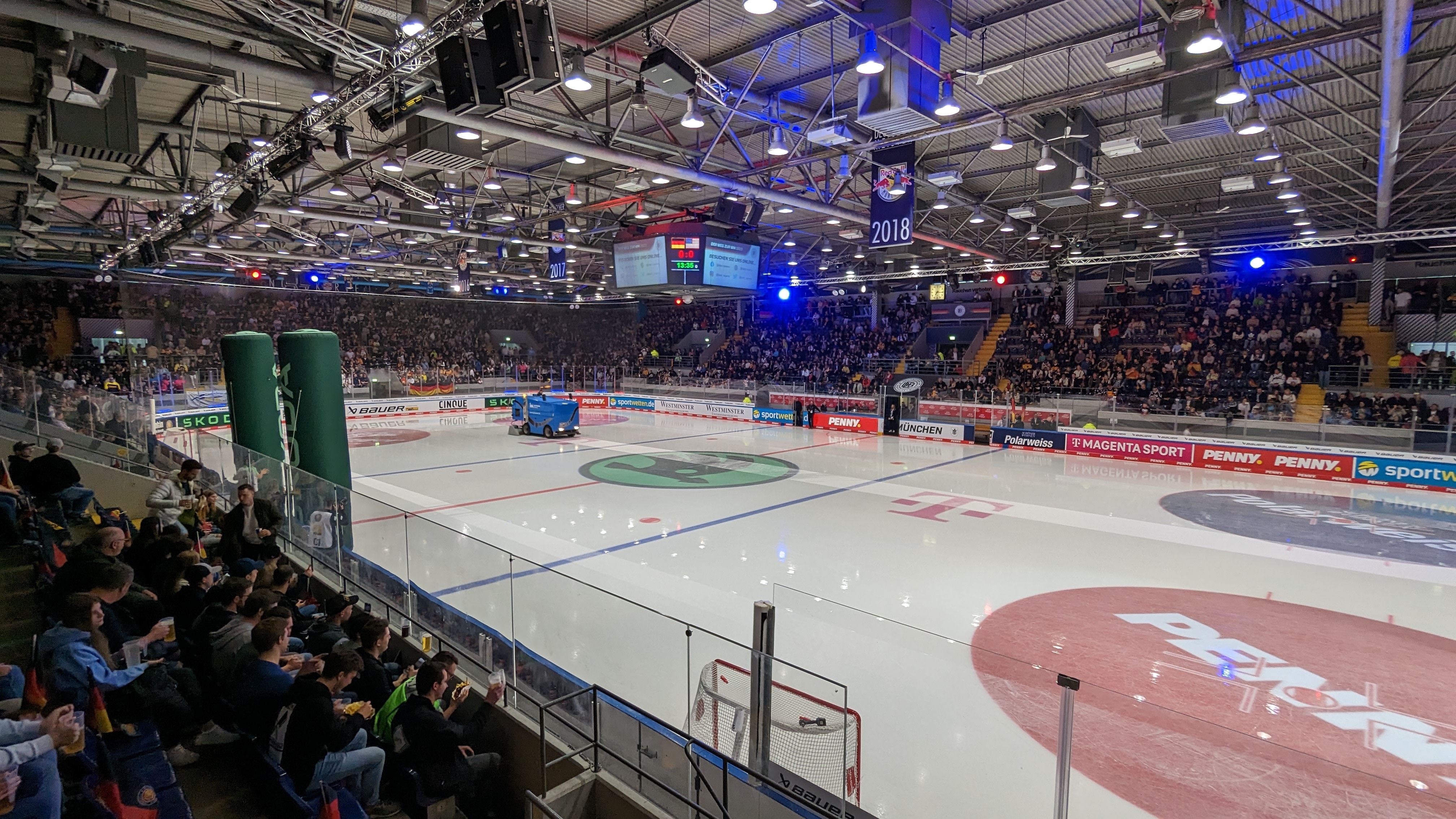
Olympia-Eissportzentrum, bis 2024 Spielstätte des EHC Red Bull München

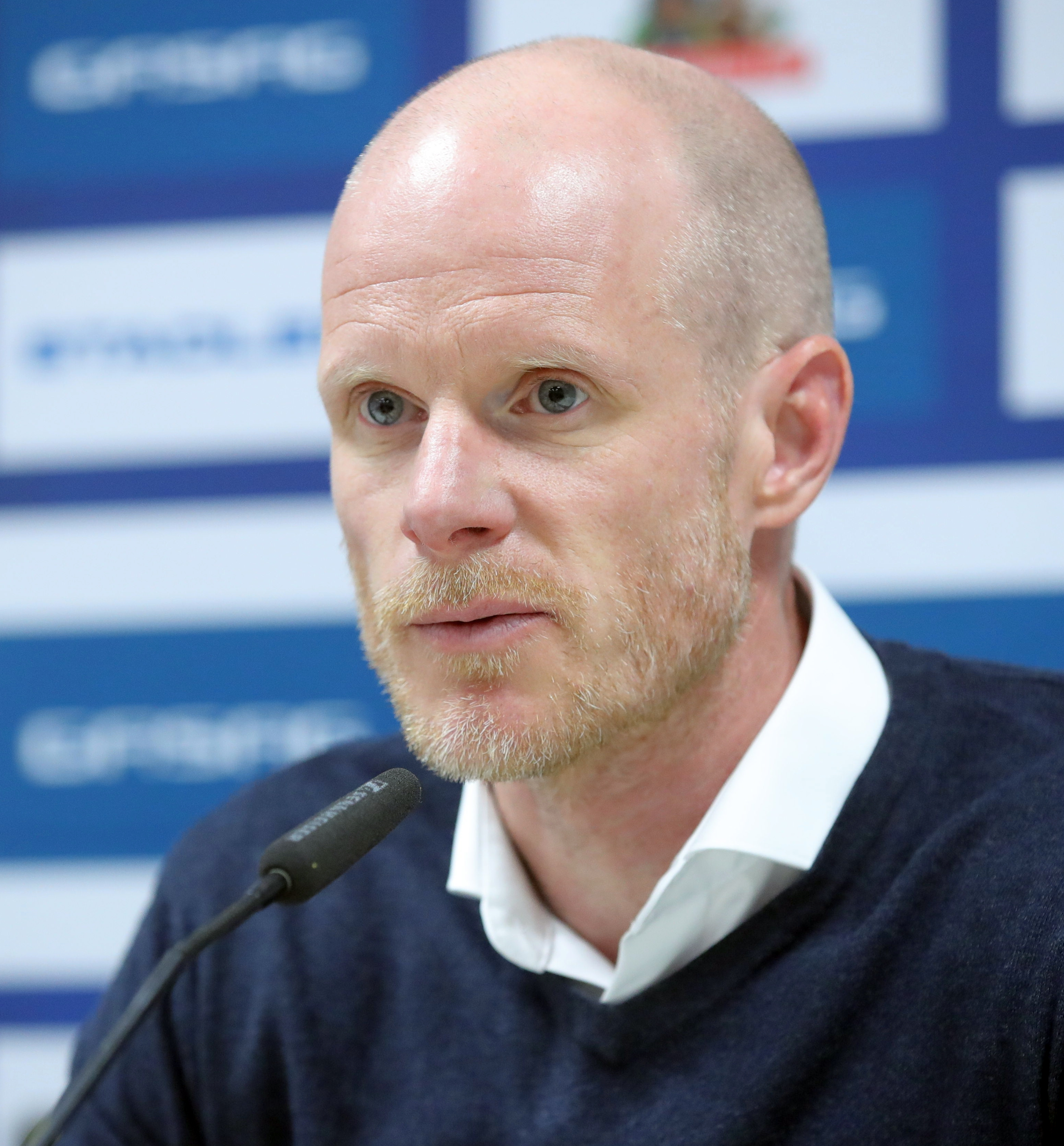
Toni Söderholm, Trainer von 2023 bis 2024

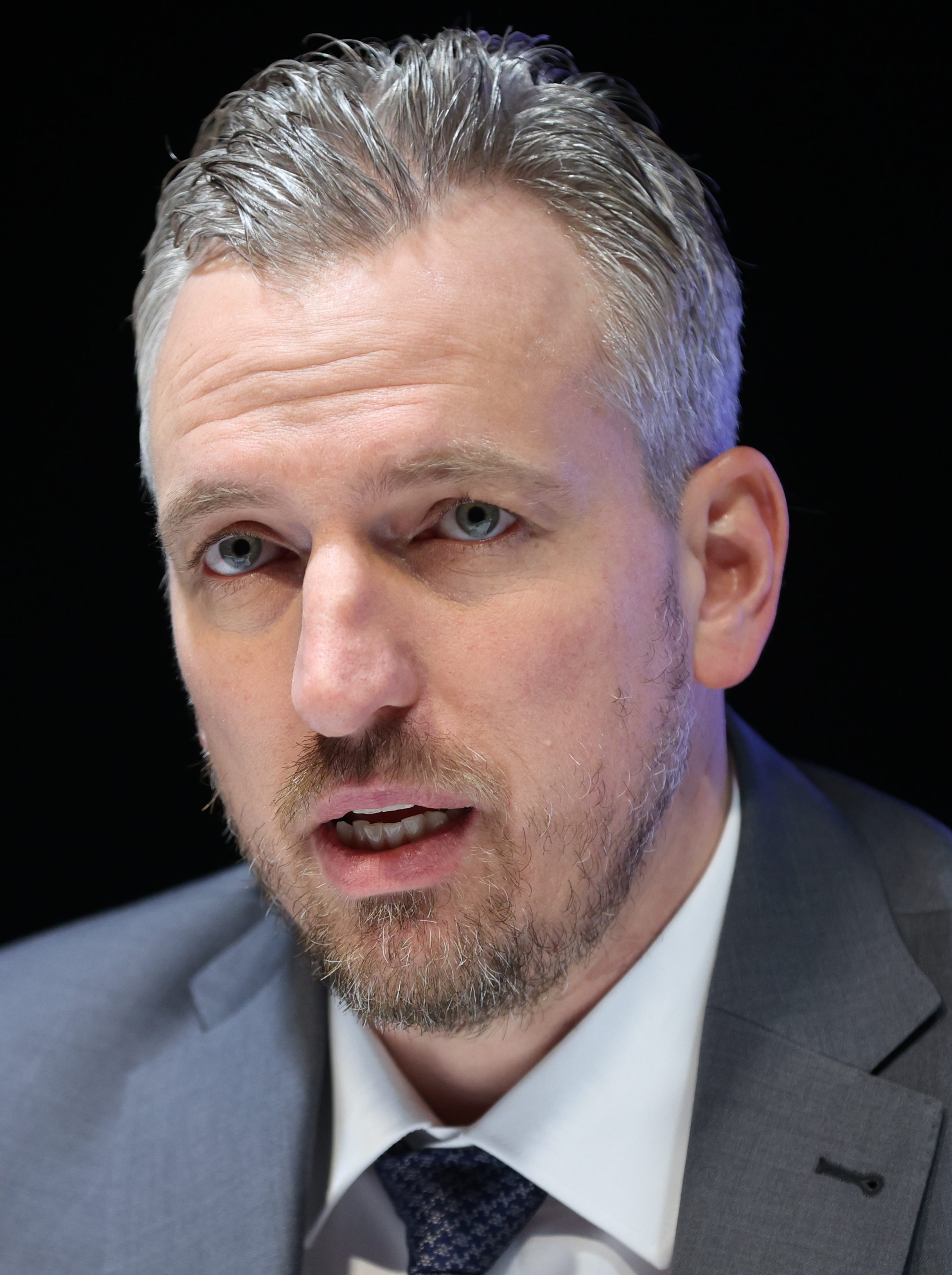
Maximilian Kaltenhauser übernahm nach der Freistellung von Söderholm

Die Hauptrunde der Saison 2016/17 wurde als Tabellenerster abgeschlossen. In den folgenden Playoffs schalteten die Münchner Bremerhaven (4:0-Siege) und Berlin (4:1-Siege) aus und trafen in der Finalserie wie im Vorjahr auf Wolfsburg. Diese wurde mit 4:1-Siegen gewonnen und damit der deutsche Meistertitel erfolgreich verteidigt. Meistermacher war wie 2016 Trainer Don Jackson.
In der Saison 2017/18 konnte man die Hauptrunde erneut als Tabellenerster abschließen. In den Playoffs bezwangen die Münchner die Fischtown Pinguins Bremerhaven mit 4:1 und anschließend die Adler Mannheim ebenfalls mit 4:1. Im Finale trafen sie auf die Eisbären Berlin. In dieser Finalserie konnten sich die Münchner knapp mit 4:3 nach sieben Spielen durchsetzen und somit erfolgreich den Titel verteidigen. Don Jackson führte die Mannschaft damit zum dritten Mal hintereinander zur Meisterschaft.
Die Hauptrunde der Saison 2019/20 schlossen die Münchner erneut als Tabellenerster ab und konnten mit elf Siegen am Stück einen neuen Startrekord in der DEL aufstellen, jedoch wurden die Playoffs wegen der COVID-19-Pandemie abgesagt und somit kein Deutscher Meister ermittelt. Im Rahmen der Vorbereitung für die DEL-Saison 2020/21 wurde der Pokalwettbewerb „Magenta Sport Cup“ ins Leben gerufen, den der EHC im Finale gegen Bremerhaven für sich entscheiden konnte. In der DEL-Saison 2022/2023 gewann das Team unter Don Jackson sowohl die Hauptrunde als auch die Deutsche Meisterschaft. Zudem erreichte der Club mit 122 Punkten in der Hauptrunde das beste Ergebnis der Vereinsgeschichte. Nach der Spielzeit beendete Don Jackson seine Trainerkarriere. Toni Söderholm wurde sein Nachfolger. Die Hauptrunde der Saison 2023/24 beendeten die Münchner auf dem fünften Platz, mussten sich dabei dem Überraschungsteam aus Bremerhaven, Berlin, Straubing und Wolfsburg geschlagen geben. Im Play-off-Halbfinale unterlag das Team dann dem späteren Vizemeister Fischtown Pinguins Bremerhaven mit 1:4 in der Best-of-Seven-Serie; trotz des enttäuschenden Ergebnisses hielt man jedoch an Trainer Söderholm fest. Zum Ende der Saison erfolgte der Abschied aus dem Olympia-Eissportzentrum, Ende September 2024 wurde der SAP Garden als neue Heimstätte eröffnet. Der Start der Saison 2024/25 verlief überaus durchwachsen, während die ersten vier Spiele gewonnen werden konnten, folgten drei Niederlagen. Nach einer 1:2-Niederlage im Shoot-Out gegen den Tabellenletzten aus Düsseldorf wurde Trainer Söderholm freigestellt, interimistisch übernahm der 2024 zum Team gestoßene Max Kaltenhauser die Mannschaft. Anfang November wurde er als Trainer bis Saisonende bestätigt. Bereits Mitte Januar 2025 trat Kaltenhauser jedoch aus persönlichen Gründen vom Amt zurück, das Traineramt der Münchner übernahm bis Saisonende erneut Don Jackson. Unter Jackson kam es zu einer Stabilisierung der Leistungen, direkt das erste Spiel gegen die Eisbären Berlin konnte gewonnen werden und bildete den Startpunkt einer sieben Spiele langsen Siegesserie. Die Hauptrunde beendeten die Münchner nach einer Niederlage zum Abschluss in Straubing auf dem fünften Platz, erreichten damit die direkte Qualifikation für das Play-off-Viertelfinale, in dem das Team auf die Adler Mannheim traf. Nach zwischenzeitlicher 2:1-Serienführung der Münchner, setzten sich dort schlussendlich die Mannheimer 2:4 in der Best-of-Seven-Serie durch und sorgten für das frühe Saisonende des EHC Red Bull. Im Anschluss kündigte die Vereinsführung einen größeren Umbruch an.

## Erfolge
- Deutscher Meister 2016, 2017, 2018, 2023
- Magenta Sport Cup-Sieger 2020
- Deutscher Vizemeister 2019, 2022
- Deutscher Zweitliga-Meister 2010
- Deutscher Zweitliga-Vizemeister 2009
- Aufstieg in die 2. Bundesliga 2005
- Deutscher Oberliga-Vizemeister 2005
- Aufstieg in die Oberliga 2003
- Bayerischer Meister (4. Liga) 2003
- Aufstieg in die Bayernliga 2000
- Bayerischer Landesliga-Vizemeister 2000
- Aufstieg in die Bayerische-Landesliga 1999
- Bayerischer Bezirksliga-Meister 1999

## Mannschaft

### Kader der Saison 2024/25
Stand: 26. Juni 2025
| Nr. | Nat.               | Spieler              | Pos. | Geburtsdatum       | im Team seit | Geburtsort                          |
| --- | ------------------ | -------------------- | ---- | ------------------ | ------------ | ----------------------------------- |
| 32  | Deutschland        | Matthias Bittner     | G    | 13. Februar 2004   | 2025         | Bad Aibling, Deutschland            |
| 35  | Deutschland        | Mathias Niederberger | G    | 26. November 1992  | 2022         | Düsseldorf, Deutschland             |
| 25  | Deutschland        | Simon Wolf           | G    | 23. Juli 2004      | 2024         | Schwabach, Deutschland              |
| 16  | Deutschland        | Konrad Abeltshauser  | D    | 2. September 1992  | 2016         | Bad Tölz, Deutschland               |
| 4   | Vereinigte Staaten | Will Butcher         | D    | 6. Januar 1995     | 2024         | Sun Prairie, Wisconsin, USA         |
| 70  | Deutschland        | Maximilian Daubner   | D    | 20. September 1997 | 2017         | Deggendorf, Deutschland             |
| 95  | Kanada             | Dillon Heatherington | D    | 9. Mai 1995        | 2025         | Calgary, Alberta, Kanada            |
| 18  | Deutschland        | Rio Kaiser           | D    | 7. Oktober 2006    | 2025         | Berlin, Deutschland                 |
| 74  | Vereinigte Staaten | Les Lancaster        | D    | 6. Februar 1995    | 2024         | Ypsilanti, Michigan, USA            |
| 24  | Kanada             | Ryan Murphy          | D    | 31. März 1993      | 2025         | Aurora, Ontario, Kanada             |
| 43  | Deutschland        | Phillip Sinn         | D    | 13. Januar 2004    | 2025         | Mannheim, Deutschland               |
| 55  | Deutschland        | Fabio Wagner         | D    | 17. Januar 1995    | 2025         | Landshut, Deutschland               |
| 77  | Kanada             | Adam Brooks          | C    | 6. Mai 1996        | 2024         | Winnipeg, Manitoba, Kanada          |
| 82  | Kanada             | Chris DeSousa        | C    | 19. Oktober 1990   | 2022         | Mississauga, Ontario, Kanada        |
| 42  | Deutschland        | Yasin Ehliz          | W    | 30. Dezember 1992  | 2018         | Bad Tölz, Deutschland               |
| 11  | Deutschland        | Markus Eisenschmid   | C    | 22. Januar 1995    | 2023         | Marktoberdorf, Deutschland          |
| 12  | Vereinigte Staaten | Brady Ferguson       | C    | 6. September 1994  | 2025         | Lewisville, Texas, USA              |
| 97  | Kanada             | Gabriel Fontaine     | C    | 30. April 1997     | 2025         | Montréal, Québec, Kanada            |
| 52  | Deutschland        | Patrick Hager – C    | C    | 8. September 1988  | 2017         | Stuttgart, Deutschland              |
| 15  | Deutschland        | Nikolaus Heigl       | F    | 20. Januar 2003    | 2023         | Bad Tölz, Deutschland               |
| 17  | Kanada             | Taro Hirose          | LW   | 30. Juni 1996      | 2024         | Winnipeg, Manitoba, Kanada          |
| 93  | Deutschland        | Maximilian Kastner   | LW   | 3. Januar 1993     | 2015         | Garmisch-Partenkirchen, Deutschland |
| 79  | Deutschland        | Philipp Krening      | F    | 25. April 2004     | 2022         | Weingarten, Deutschland             |
| 91  | Kanada             | Jeremy McKenna       | RW   | 20. April 1999     | 2025         | Canmore, Alberta, Kanada            |
| 27  | Deutschland        | Veit Oswald          | F    | 31. August 2004    | 2022         | Landshut, Deutschland               |
| 8   | Deutschland        | Tobias Rieder        | RW   | 10. Januar 1993    | 2024         | Landshut, Deutschland               |
| 63  | Deutschland        | Luis Schinko         | F    | 12. Juli 2000      | 2025         | Landshut, Deutschland               |

Offizielle
| Tätigkeit    | Nat.               | Name              | Geburtsdatum      | Im Team seit | Geburtsort                  |
| ------------ | ------------------ | ----------------- | ----------------- | ------------ | --------------------------- |
| Cheftrainer  | Vereinigte Staaten | Don Jackson       | 2. September 1956 | 2025         | Minneapolis, Minnesota, USA |
| Co-Trainer   | Kanada             | Pierre Allard     | 19. August 1972   | 2021         | Montreal, Quebec, Kanada    |
| Co-Trainer   | Kanada             | Patrick Dallaire  | 10. Februar 1975  | 2015         | Shawinigan, Quebec, Kanada  |
| Sportmanager | Deutschland        | Christian Winkler | 20. Mai 1971      | 2004         | Mittenwald, Deutschland     |

### Bedeutende frühere Mannschaften

#### Bayernliga-Meister 2003
| Position      | Name |
| Tor:          | Jochen Vollmer, Christian Till, Christian Kottmair |
| Verteidigung: | Jürgen Köll, Max Drechsler, Peter Kerndl, Bernhard Weinzierl, Robert Steinmann, Manuel Hiemer |
| Sturm:        | Fabian von Schilcher, Daniel Schury, Thomas Rohrhofer, Thomas Mühlbauer, Jens Feller, Hans Haider, Michael Machek, Dominik-Mathias Socher, Sebastian Schwele, Florian Eder, Alexander Leinsle, Michael März, Florian Rohde |
| Trainer:      | Peter Slapke |

#### Oberliga-Vizemeister 2005
| Position      | Name |
| Tor:          | Jochen Vollmer, Dennis Hipke |
| Verteidigung: | Mike Burman, Thomas Vogl, Robin Riemel, Martin Schneider, Chris Gustafson, Manuel Hiemer, Robert Steinmann                                                                     |
| Sturm:        | Patrick Vogl, Ron Newhook, Fabian von Schilcher, Tim Leahy, Mario Jann, Alexander Leinsle, Josef Eckmair, Florian Vollmer, George Kink, Sebastian Schwele, Andreas Attenberger |
| Trainer:      | Georg Kink |

#### Zweitliga-Vizemeister 2009
| Position      | Name |
| Tor:          | Sebastian Elwing, Jochen Vollmer, Jochen Reimer, Patrick Ashton |
| Verteidigung: | Markus Jocher, Chris Bahen, Patrick Seifert, Andreas Raubal, Elvis Bešlagič, Florian Kettemer, Kevin Lavallée, Dave Reid |
| Sturm:        | Christian Wichert, Mario Jann, Niklas Hede, Marius Steinert, Dylan Gyori, Martin Buchwieser, Mike Kompon, Brandon Dietrich, Austin Wycisk, David Wrigley, Benjamin Barz, Valentin Scharpf, Martin Hinterstocker, Mark Heatley, Ulrich Maurer, Martin Schymainski, Neville Rautert |
| Trainer:      | Pat Cortina |

#### Zweitliga-Meister und DEB-Pokalsieger 2010
| Position      | Name |
| Tor:          | Sebastian Elwing, Jochen Vollmer, Louis-Vincent Albrecht, Ömer Çetin |
| Verteidigung: | Markus Jocher, Chris Bahen, Patrick Seifert, Andreas Raubal, Daniel Hilpert, Dominic Auger, Kevin Lavallée, Dave Reid, Patrik Vogl, Daniel Sevo                                                         |
| Sturm:        | Christian Wichert, Mario Jann, Niklas Hede, Sven Gerbig, Dylan Gyori, Martin Buchwieser, Mike Kompon, Brandon Dietrich, Austin Wycisk, David Wrigley, Mark Heatley, Martin Schymainski, Neville Rautert |
| Trainer:      | Pat Cortina |

## Spieler

### Vereinsinterne Rekorde
| Rekordspieler |                      |        |
| Platz         | Spieler              | Spiele |
| 1.            | Joey Vollmer         | 474    |
| 2.            | Mario Jann           | 434    |
| 3.            | Mike Kompon          | 362    |
| 4.            | Patrik Vogl          | 324    |
| 5.            | Sebastian Schwele    | 262    |
| 6.            | Dylan Gyori          | 240    |
| 7.            | Dave Reid            | 225    |
| 8.            | Fabian von Schilcher | 223    |
| 8.            | Neville Rautert      | 223    |
| 10.           | Manuel Hiemer        | 219    |

| Top-Scorer |                      |               |
| Platz      | Spieler              | Punkte (T/A)  |
| 1.         | Mike Kompon          | 358 (118/240) |
| 2.         | Fabian von Schilcher | 296 (106/190) |
| 3.         | Dylan Gyori          | 237 (89/148)  |
| 4.         | Mario Jann           | 191 (87/104)  |
| 5.         | Neville Rautert      | 191 (85/106)  |
| 6.         | David Wrigley        | 189 (86/103)  |
| 7.         | Brandon Dietrich     | 165 (54/111)  |
| 8.         | Alexander Leinsle    | 164 (90/74)   |
| 9.         | Dominik Socher       | 156 (88/68)   |
| 10.        | Ron Newhook          | 137 (45/92)   |

| Top-Torschützen |                      |      |
| Platz           | Spieler              | Tore |
| 1.              | Mike Kompon          | 118  |
| 2.              | Fabian von Schilcher | 106  |
| 3.              | Alexander Leinsle    | 90   |
| 4.              | Dylan Gyori          | 89   |
| 5.              | Dominik Socher       | 88   |
| 6.              | Mario Jann           | 87   |
| 7.              | David Wrigley        | 86   |
| 8.              | Neville Rautert      | 85   |
| 9.              | Martin Schymainski   | 63   |
| 10.             | Brent Robinson       | 54   |

| Top-Vorlagengeber |                      |          |
| Platz             | Spieler              | Vorlagen |
| 1.                | Mike Kompon          | 240      |
| 2.                | Fabian von Schilcher | 190      |
| 3.                | Dylan Gyori          | 148      |
| 4.                | Brandon Dietrich     | 111      |
| 5.                | Neville Rautert      | 106      |
| 6.                | Mario Jann           | 104      |
| 7.                | David Wrigley        | 103      |
| 8.                | Ron Newhook          | 92       |
| 9.                | Dave Reid            | 81       |
| 10.               | Mike Burman          | 77       |

| Strafminuten |                      |         |
| Platz        | Spieler              | Minuten |
| 1.           | Mario Jann           | 398     |
| 2.           | Sebastian Schwele    | 391     |
| 3.           | Manuel Hiemer        | 368     |
| 4.           | Dylan Gyori          | 340     |
| 5.           | Mike Kompon          | 282     |
| 6.           | Fabian von Schilcher | 272     |
| 7.           | Martin Buchwieser    | 259     |
| 8.           | Tim Leahy            | 236     |
| 9.           | Neville Rautert      | 233     |
| 10.          | Patrik Vogl          | 229     |

| Torhüter |                  |      |
| Platz    | Spieler          | GTØ  |
| 1.       | Jochen Reimer    | 1.76 |
| 2.       | Thomas Dahlem    | 1.94 |
| 3.       | Sebastian Elwing | 2.08 |
| 4.       | Jochen Vollmer   | 2.49 |
| 5.       | Dennis Hipke     | 2.53 |
| 6.       | Patrick Koslow   | 2.57 |
| 7.       | Leonhard Wild    | 3.20 |
| 8.       | Michael Wieser   | 3.34 |
| 9.       | Christian Till   | 3.82 |
| 10.      | Hans Koch        | 4.50 |

Stand zum Ende der Saison 2011/12

### Gesperrte Rückennummern
Folgende Nummern werden nicht mehr vergeben:
- #13  Michael Wolf (307 DEL Einsätze, 25 CHL Einsätze)
Wolfs Nummer wurde gesperrt, nachdem dieser die Mannschaft als Kapitän zu drei Meisterschaften geführt und seine Karriere in München beendet hatte.[32][33]
- #29  Jochen Vollmer (474 Einsätze)
Vollmers Nummer wurde gesperrt, obwohl dieser seine Karriere nicht beendet hatte. Die Fans forderten diesen Schritt, nachdem Vollmer den Klub verlassen hatte, da er der einzige Spieler war, der den Aufstieg von der Bayernliga in die DEL begleitete.[34]
- #10 Niklas Hede (125 Einsätze)
 Beendete seine Karriere in München.[34]
- #80 Robert Müller
Müllers Nummer wurde nach seinem Tod in der gesamten DEL gesperrt.

### Teilnahmen von Spielern am ESBG All-Star Game
Das ESBG All-Star Game fand von 2006 bis 2008 jährlich statt und vereinte die besten Spieler der 2. Bundes- und Oberliga.
| Teilnahmen am All-Star-Game während der Zugehörigkeit zum EHC München |             |              |                     |
| Name                                                                  | Position    | Teilnahme(n) | Mannschaft          |
| Jochen Vollmer                                                        | Torhüter    | 2006         | Team Germany        |
| Mike Burman                                                           | Verteidiger | 2006         | Team United Nations |
| Mike Pandolfo                                                         | Stürmer     | 2006         | Team United Nations |
| Neville Rautert                                                       | Stürmer     | 2007         | Team Germany        |
| Robby Sandrock                                                        | Verteidiger | 2007         | Team United Nations |
| Dylan Gyori                                                           | Stürmer     | 2007         | Team United Nations |
| Mike Kompon                                                           | Stürmer     | 2008         | Team United Nations |

## Vereinsrekorde
- Der EHC München gewann als erste Mannschaft, welche nicht in der DEL spielte, den DEB-Pokal.
- Der EHC München qualifizierte sich als erster DEL-Aufsteiger in seiner Premieren-Saison für die Playoffs.
- Im Aufeinandertreffen des EHC München gegen die Straubing Tigers wurde am 21. November 2010 ein Weltrekord im Penalty-Schießen aufgestellt. Beide Mannschaften mussten jeweils 21 Mal antreten, ehe die Straubing Tigers das Stadion als Sieger verlassen konnten.
- Das erste Pre-Playoff-Spiel gegen die Kölner Haie am 16. März 2011 ist aktuell das drittlängste Spiel der DEL-Geschichte. Die Entscheidung fiel in der dritten 20-Minuten-Verlängerung zugunsten der Kölner Haie.

## Trainer
| Zeitraum  | Trainer             |
| --------- | ------------------- |
| 1998–1999 | wechselnd           |
| 1999–2000 | / Tibor Miklós      |
| 2000–2001 | Holger Bock         |
| 2001–2002 | Josef Pollinger     |
| 2002–2003 | Peter Slapke        |
| 2003–2004 | Michael Eibl        |
| 2004–2005 | Georg Kink          |
| 2005–2006 | Gary Prior          |
| 2006–2007 | Pat Cortina         |
| 2007      | Bernhard Englbrecht |
| 2007–2008 | Doug Bradley        |
| 2008–2013 | Pat Cortina         |
| 2013–2014 | Pierre Pagé         |
| 2014–2023 | Don Jackson         |
| 2023–2024 | Toni Söderholm      |
| 2024–2025 | Max Kaltenhauser    |
| 2025      | Don Jackson         |

In der Saison 1999/2000 erreichte Tibor Miklos als Trainer mit der Mannschaft den Aufstieg aus der Landesliga in die Bayernliga. Nach Tibor Miklos fungierte Holger Bock als Trainer bis Josef Pollinger während der Saison 2000/01 als Trainer verpflichtet wurde. Während der Saison 2001/02 wurde Peter Slapke als Trainer verpflichtet,welcher den EHC in die dritthöchste deutsche Eishockeyspielklasse, die Oberliga, führte. Slapkes Nachfolger Michael Eibl erfüllte das zuvor erklärte Ziel, den Klassenerhalt, wurde im Sommer 2004 dennoch von Georg Kink abgelöst.
Kink erreichte mit seiner Mannschaft nach einem Halbfinalsieg gegen die Blue Lions Leipzig und trotz einer Finalniederlage gegen die Dresdner Eislöwen die sportliche Qualifikation für die 2. Bundesliga. Dieses Aufstiegsrecht wurde letzten Endes auch wahrgenommen. In der ersten Saison in der 2. Bundesliga wurde der US-Amerikaner Gary Prior unter Vertrag genommen, welcher im Jahr 2006 auf Grund der ausbleibenden sportlichen Erfolge entlassen wurde. Daraufhin wurde der Italo-Kanadier Pat Cortina engagiert. Unter seiner Leitung gelang es der Mannschaft des EHC München erstmals die Play-offs zu erreichen. Dort setzte sich der Eishockeyclub München im Viertelfinale gegen den REV Bremerhaven durch und schied im Halbfinale gegen die Kassel Huskies aus. Dies war der bis dahin größte Erfolg in der Vereinsgeschichte.
Zur Saison 2007/08 engagierte die Vereinsführung den Deutschen Bernhard Englbrecht. Am 9. Oktober 2007 wurde er von seinem Amt freigestellt und wenige Tage später, am 16. Oktober 2007, durch Doug Bradley ersetzt. Bradley konnte letztlich nicht überzeugen und wurde Ende Januar 2008 entlassen. Kurze Zeit später präsentierte das Management mit Pat Cortina einen neuen Trainer, der schon in der Spielzeit 2006/07 als Cheftrainer bei den Bayern agierte. Cortina verpasste das ausgegebene Ziel, sich erneut für die Play-offs zu qualifizieren, sicherte allerdings mit seiner Mannschaft den Klassenerhalt. Pat Cortina steht auch in der Saison 2010/11 beim EHC München unter Vertrag.
Pierre Pagé betreute die Mannschaft in der Saison 2013/14, sein Nachfolger wurde der US-Amerikaner Don Jackson,  der das Team 2019 und 2022 zur Vizemeisterschaft und 2019 ins Finale der Champions Hockey League führte, wo der EHC mit 1:3 gegen Frölunda HC verlor. Insgesamt gewannen die Münchner mit Cheftrainer Don Jackson fünf Mal die DEL-Hauptrunde (2016, 2017, 2018, 2020 und 2023) und wurden vier Mal Deutscher Meister (2016, 2017, 2018  und 2023). Zur Saison 2023 übernahm Toni Söderholm das Amt des Cheftrainers, er wurde nach einem durchwachsenen Saisonstart 2024 freigestellt, Max Kaltenhauser übernahm zunächst interimistisch das Team und wurde Anfang November als Cheftrainer bis Saisonende bestätigt.

## Stammverein EHC München

Logo des Stammvereins ab 2010

### Herrenmannschaften
Zwischen 2004/05 und 2007/08 unterhielt der EHC München neben seinem Profikader eine zweite Seniorenmannschaft, welches zuletzt in der Landesliga Bayern aktiv war. Nachdem die EHC München 1b in der Saison 2007/08 sportlich in die Bezirksliga Bayern abgestiegen war, meldete die Vereinsführung die Amateur-Mannschaft vom Spielbetrieb ab. Seit der Saison 2007/08 kooperiert der EHC mit dem Münchner Eishockeyverein Münchner EK, dessen erste Mannschaft in der Landesliga spielt, und bildet mit ihm die SG München, welche bis zur Saison 2009/10 an der Bezirksliga Bayern teilnahm. Zur Saison 2013/14 meldete der Verein erneut eine Seniorenmannschaft, die zur Saison 2014/15 nicht mehr gemeldet wurde. In der Saison 2015/16 beteiligte sich der EHC München an der SG 1. EFC München/EHC München, welche in der Bezirksliga Gruppe 2 antrat. Vor Beginn der Saison 2016/17 wurde die erneut gemeldete Mannschaft zurückgezogen.

### Fraueneishockeymannschaft
Die Frauenmannschaft war seit der Saison 2005/06 bis zur Einstellung nach der Saison 2009/10 in der Landesliga Bayern aktiv. In der Saison 2010/11 spielten sie beim Münchner EK, die den Platz des EHC München übernommen haben.

### Nachwuchs
Die Nachwuchsmannschaften von der U9 bis zur U20 spielen im DEB- oder BEV-Bereich.

## Spielstätten

### Prinzregentenstadion
Die ersten beiden Spielzeiten der Vereinsgeschichte zwischen 1998 und 2000 bestritt der HC 98 im Prinzregentenstadion, das am 16. Dezember 1933 eröffnet wurde und damit die älteste süddeutsche Freiluft-Kunsteisbahn ist. Als der Umbau des Prinzregentenstadions von der Stadt München beschlossen wurde und das Olympia-Eissportzentrum nicht zu finanzieren war, hatte der HC 98 vorerst keine Heimspielstätte, woraufhin er zwei Jahre in das Eisstadion Grafing ausweichen musste. Infolgedessen sank der Zuschauerschnitt und gleichzeitig die vorher geplante Einnahmen. Bis zum Ende der Saison 2001/02 trug der EHC München seine Heimspiele in Grafing aus.

### Olympia-Eissportzentrum

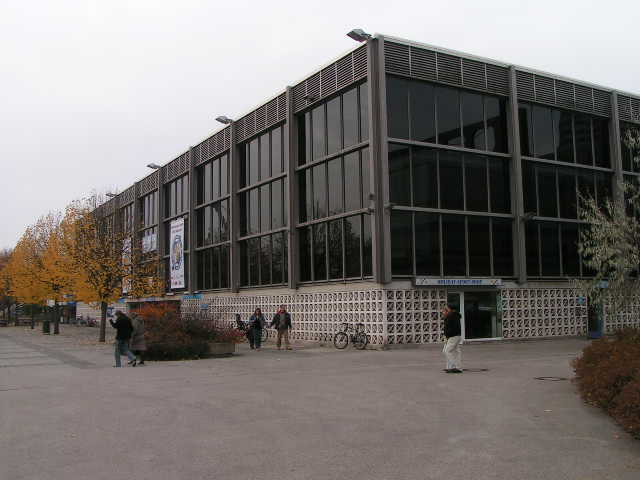
Die Spielstätte des EHC München (2002–2024)

Nachdem die München Barons nach Hamburg umgezogen waren, wurde das Olympia-Eissportzentrum mit 6256 Plätzen (darunter 1912 Sitzplätze) als Heimstadion bestimmt, in dem heute noch die Heimspiele des EHC Red Bull München und des EHC München stattfinden. Das Eissportzentrum wurde im Jahr 1967 als Eisstadion Oberwiesenfeld erbaut und im Laufe der Jahre modernisiert. Im Sommer 1970 wurde die Halle auf knapp 7000 Plätze erweitert und wenig später für verschiedene Boxveranstaltungen genutzt. Mitte der 1980er Jahre wurde die Kapazität, im Zuge des Einzugs des Eishockeyvereins EC Hedos München, auf 6300 verringert. Seit der Saison 2013/14 betrug das Fassungsvermögen 6142 Zuschauer. Während der coronabedingten Pause zwischen der Saison 2019/20 und 2020/21, wurde die Eishalle umgebaut. Nötig wurde der Umbau aufgrund der neuen Corona-Richtlinien im Stadion. Um allen Dauerkarteninhabern den Besuch der Spiele zu ermöglichen, musste die Anzahl der Sitzplätze im Olympia-Eisstadion erhöht werden. In den unteren sechs Stehplatzreihen wurden deshalb insgesamt 278 Sitzschalen installiert. Seit dem 10. November 2020 beträgt das Fassungsvermögen somit 5533 Zuschauer, davon 1763 Sitzplätze und 16 Rollstuhlplätze.
Der Zuschauer-Vereinsrekord, vom 30. Dezember 2008 gegen die Tölzer Löwen mit 6012 Besuchern, wurde in der ersten DEL-Saison 2010/11 mehrfach übertroffen, unter anderem war das Stadion am 5. November 2010 mit 6217 Zuschauern gegen die Augsburger Panther erstmals ausverkauft.

### Olympiahalle

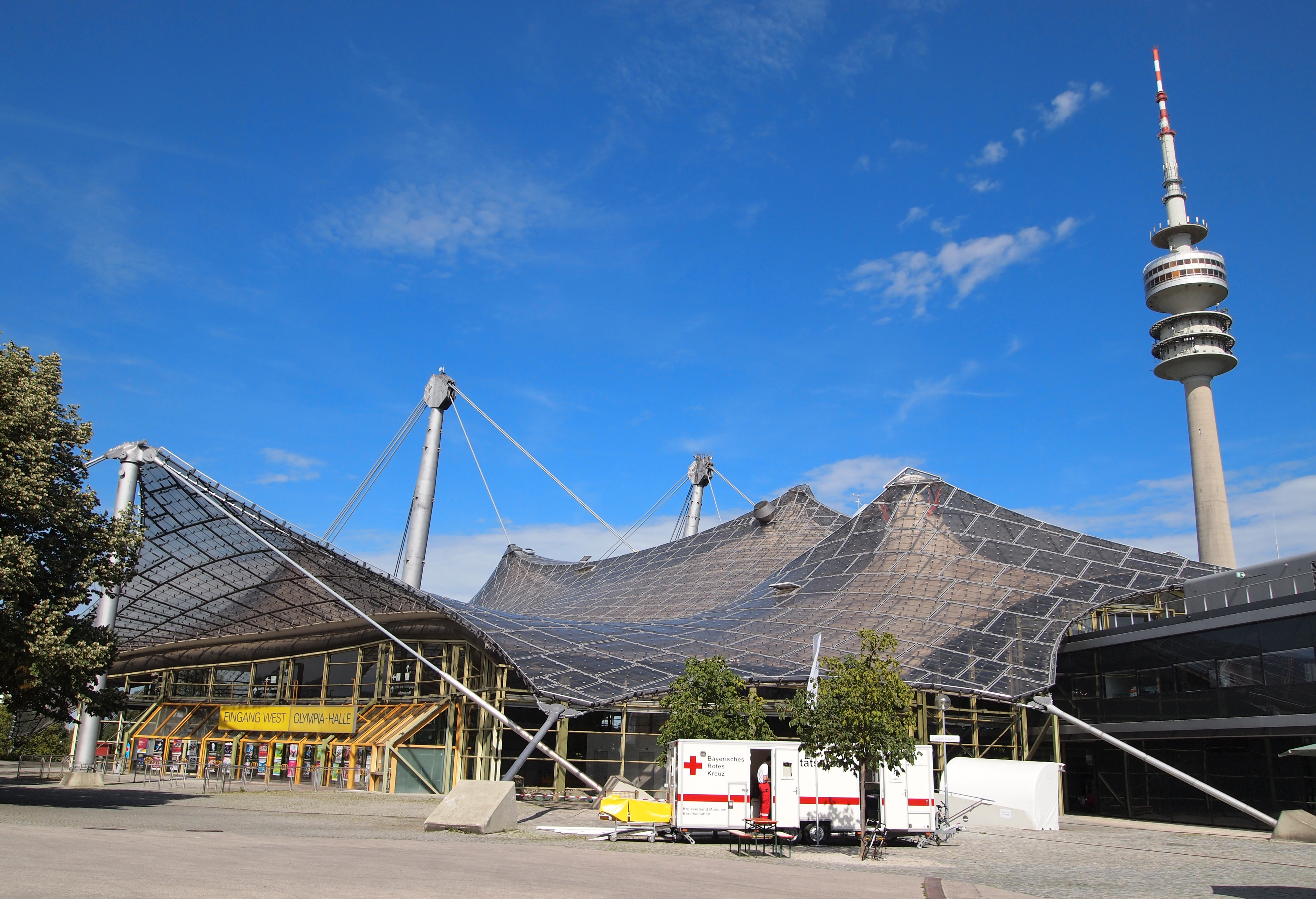
Die Olympiahalle (Westeingang) mit dem Olympiaturm im Hintergrund

Am 30. Dezember 2011 fand das erste Spiel in der 11.000 Besucher fassenden Olympiahalle statt. Gegner waren die Augsburger Panther. Das Spiel war ausverkauft und endete mit einem 5:0-Sieg für die Münchner. Das als einmaliges Event geplante Spiel generierte trotz des Zuschauerzuspruchs etwa 40.000 EUR Verlust.
In den Spielzeiten 2015/16 und 2016/17 wurden unter dem Namen Hockey HALLEluja jeweils zwei Spiele in der Olympiahalle ausgetragen. Am 26. sowie 28. Dezember 2015 waren die Augsburger Panther und die Eisbären Berlin zu Gast. Am 30. Dezember 2016 bzw. 1. Januar 2017 hießen die Gegner Eisbären Berlin und Kölner Haie wiederholt. Die Spiele in der Saison 2016/17 waren ausverkauft.

### SAP Garden

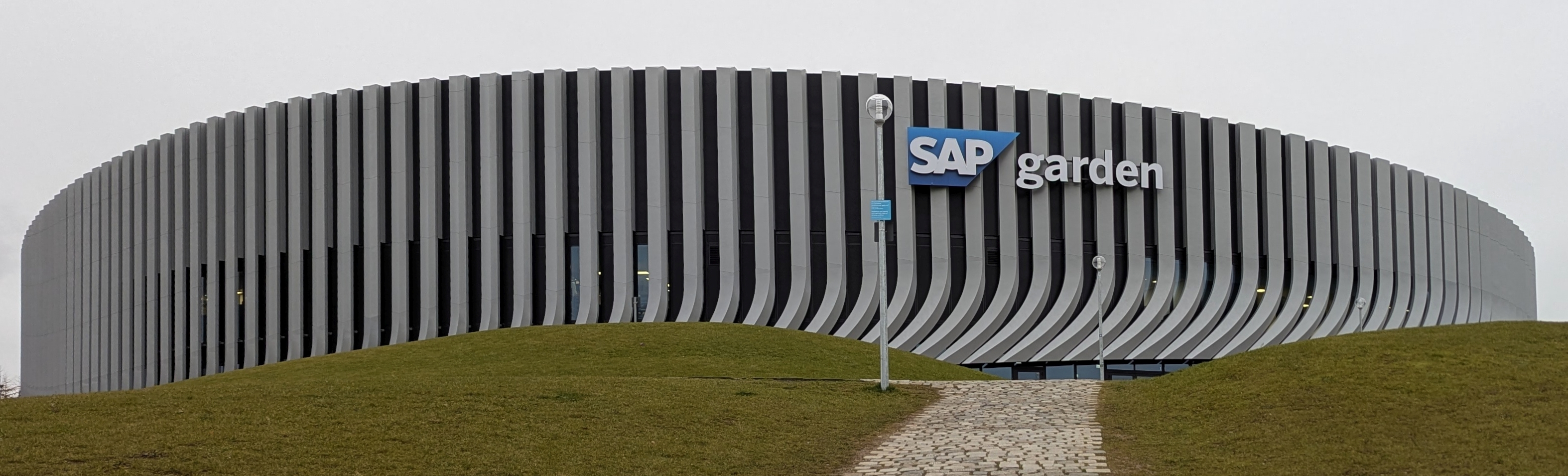
Der SAP Garden im Dezember 2024

Am 17. Dezember 2014 beschloss der Stadtrat von München die internationale Ausschreibung des Baus einer neuen Multifunktionshalle für Eishockey und Basketball auf dem Gelände des Olympiaparks durch einen privaten Investor. Der Bau mit 10.000 Plätzen soll am Standort des ehemaligen Radstadions, heute eine Event-Arena, entstehen. Die Veranstaltungsstätte wäre die neue Heimat des EHC München und, als Mieter, der Basketballmannschaft des FC Bayern München gewesen, die momentan ihre Partien im Audi Dome austragen. Allerdings stieg der FC Bayern München Anfang 2016 aus dem Projekt aus. Neben der Haupteisfläche sollen weitere Eisflächen für den Breiten- und Vereinssport sowie der Öffentlichkeit zur Verfügung stehen. Die Finanzierung der Halle übernimmt die Red Bull GmbH, der Hauptsponsor des EHC. Die Abrissarbeiten am Radstadion hatten im ersten Quartal 2015 begonnen und sollten bis Ende 2015 abgeschlossen sein. Die Kosten für den Abbruch von 3,8 Millionen Euro übernahm die Stadt. Die Arena sollte ursprünglich bis 2018 fertiggestellt werden. Ende 2016 bzw. Anfang 2017 wurde das Projekt von Red Bull-Chef Mateschitz und FC Bayern-Präsident Hoeneß vorangetrieben. Mateschitz plante im Februar 2017 mit einer Eröffnung 2019, diese verzögerte sich jedoch bis September 2024. Das erste Heimspiel im neuen SAP Garden gewann der EHC vor 10.796 Zuschauern am 2. Oktober 2024 gegen die Grizzlys Wolfsburg mit 7:4.
| Zuschauerstatistik der letzten Saisons |             |                            |                         |
| Saison                                 | Heimspiele  | Zuschauer                  | Zuschauer pro Spiel     |
| 2022/23                                | 37 (28 / 9) | 177.887 (127.231 / 50.656) | ø 4.808 (4.544 / 5.628) |
| 2021/22                                | 28          | 40.931                     | ø 1.462                 |
| 2019/20                                | 26          | 130.936                    | ø 5.036                 |
| 2018/19                                | 35          | 177.709                    | ø 5.077                 |
| 2017/18                                | 36          | 189.396                    | ø 5.261                 |
| 2016/17                                | 34          | 172.582                    | ø 5.075                 |
| 2015/16                                | 34          | 166.262                    | ø 4.890                 |
| 2014/15                                | 28 (26 / 2) | 119.195 (111.166 / 8.029)  | ø 4.257 (4.275/4.129)   |
| 2013/14                                | 28          | 103.287                    | ø 3.688                 |
| 2012/13                                | 26 (26 / –) | 89.253 (89.253 / –)        | ø 3.432 (3.432 / – )    |
| 2011/12                                | 26 (26 / –) | 99.921 (99.921 / –)        | ø 3.843 (3.843 / – )    |
| 2010/11                                | 27 (26 / 1) | 104.998 (101.803 / 3.195)  | ø 3.889 (3.915 / 3.195) |
| 2009/10                                | 32 (26 / 6) | 80.619 (60.592 / 20.027)   | ø 2.519 (2.330 / 3.337) |
| 2008/09                                | 31 (24 / 7) | 71.747 (47.891 / 23.856)   | ø 2.314 (1.995 / 3.408) |
| 2007/08                                | 26 (26 / –) | 39.507 (39.507 / – )       | ø 1.519 (1.519 / – )    |

(Angegeben ist die Gesamtauslastung der ganzen Saison. In Klammern sind die Hauptrunde / Endrunde separat aufgeführt.)

## Vereinskultur
Der EHC Red Bull München besitzt 29 offizielle Fanclubs.
Einige Fanclubs waren ursprünglich Anhänger des Stammvereins EHC München. Der Eishockey-Verein verdankt seinen starken Zuwachs an Zuschauern in den 1980er-Jahren einem Zustrom aus dem Anhängerkreis des TSV 1860 München, der von den quälenden Fußball-Bayernliga-Jahren genug hatte. Stefan Schneider, der Stadionsprecher am Oberwiesenfeld und der Sechziger im Grünwalder Stadion, ist das Bindeglied zwischen dem Eishockey und dem Fußball. Er veranlasste auch, dass Löwen-Spieler in die Olympia-Eishalle gingen und den EHC unterstützten. Wenn jedoch FC Bayern-Spieler in die Halle kamen, setzte es über viele Jahre Pfiffe.
In der Vereinszeitung Löwenmagazin von 1860 München wird über Aktuelles vom EHC berichtet, was die Verbundenheit zwischen den beiden Vereinen verdeutlicht. Ferner tragen die Akteure von 1860 und dem EHC zusammen mit dem TSV Herrsching jedes Jahr zusammen den Hacker-Pschorr Wiesn-Champions-Wettkampf aus.
Ein offizielles Maskottchen besitzt der Verein nicht. Nur zu den Hockey-HALLEluja-Spielen, zwei jährlichen Gastspielen in der Olympiahalle München, trat das Maskottchen Aloisius öffentlich auf. Es trug einen Helm, auf dem sein Name stand, einen Fan-Schal sowie eine weiße Strumpfhose unter einem weißen Red-Bull-München Kleid.